# Campanula karadjana
Campanula karadjana là loài thực vật có hoa trong họ Hoa chuông. Loài này được Bocquet mô tả khoa học đầu tiên năm 1968.